# Rhyssoplax
Rhyssoplax is een geslacht van keverslakken uit de familie van de Chitonidae.

## Soorten
- Rhyssoplax aerea (Reeve, 1847) (holotype)
- Rhyssoplax aerea huttoni (Suter, 1906)
- Rhyssoplax baliensis Bullock, 1989
- Rhyssoplax bednalli (Pilsbry, 1895)
- Rhyssoplax bernardi Ashby
- Rhyssoplax calliozona (Pilsbry, 1894)
- Rhyssoplax canaliculata (Quoy & Gaimard, 1835)
- Rhyssoplax canariensis (d'Orbigny, 1839)
- Rhyssoplax chathamensis (Dell, 1960)
- Rhyssoplax clavata (Suter, 1907)
- Rhyssoplax corallina (Risso, 1826)
- Rhyssoplax corphea
- Rhyssoplax coxi
- Rhyssoplax crawfordi (Sykes, 1899)
- Rhyssoplax densilirata Carpenter in Pilsbry, 1893
- Rhyssoplax diaphora Iredale & May, 1916
- Rhyssoplax discolor (Souverbie, 1866)
- Rhyssoplax exoptanda (Bednall, 1897
- Rhyssoplax funerea
- Rhyssoplax jugosa (Gould, 1846)
- Rhyssoplax kimberi (Ashby, 1929)
- Rhyssoplax kurodai (Taki & Taki, 1929)
- Rhyssoplax linsleyi Burghardt, 1973
- Rhyssoplax mauritiana Quoy & Gaimard
- Rhyssoplax olivacea (Spengler, 1797)
- Rhyssoplax orukta
- Rhyssoplax pulcherrima (Sowerby, 1841)
- Rhyssoplax spinosetatus Bergenhayn
- Rhyssoplax stangeri (Reeve, 1847)
- Rhyssoplax suteri (Iredale, 1910)
- Rhyssoplax torriana
- Rhyssoplax translucens
- Rhyssoplax tricostalis (Pilsbry, 1894)
- Rhyssoplax tulipa (Quoy & Gaimard, 1835)
- Rhyssoplax vaulusensis
- Rhyssoplax venusta